# São Luís
São Luís è una città del Brasile, capitale dello Stato del Maranhão, parte della mesoregione del Norte Maranhense e della microregione della Aglomeração Urbana de São Luís.

## Geografia fisica

### Territorio
La città si sviluppa su un'isola molto frastagliata, inserita in una vasta laguna e separata dalla terraferma da un sottile braccio di mare, superato da un ponte. Le maree molto elevate, fino a 6 metri, condizionano pesantemente la navigazione commerciale e turistica.

### Clima
Il clima è tropicale, caldo e umido. La temperatura mínima nella maggior parte dell'anno oscilla tra i 21 e i 27 gradi, e la massima tra i 27 e 34 gradi.
Si registrano due stagioni distinte: una stagione secca da agosto a dicembre, e una stagione piovosa, da gennaio a luglio. La media pluviometrica è di 2325 mm.
| Mese                | Mesi  | Mesi  | Mesi  | Mesi  | Mesi  | Mesi  | Mesi  | Mesi | Mesi | Mesi | Mesi | Mesi | Stagioni | Stagioni | Stagioni | Stagioni | Anno    |
| Mese                | Gen   | Feb   | Mar   | Apr   | Mag   | Giu   | Lug   | Ago  | Set  | Ott  | Nov  | Dic  | Est      | Aut      | Inv      | Pri      | Anno    |
| ------------------- | ----- | ----- | ----- | ----- | ----- | ----- | ----- | ---- | ---- | ---- | ---- | ---- | -------- | -------- | -------- | -------- | ------- |
| T. max. media (°C)  | 30,0  | 29,4  | 29,4  | 29,6  | 30,1  | 30,4  | 30,2  | 30,7 | 31,0 | 31,2 | 31,4 | 31,1 | 30,2     | 29,7     | 30,4     | 31,2     | 30,4    |
| T. min. media (°C)  | 22,3  | 23,1  | 23,0  | 23,1  | 23,1  | 22,9  | 22,6  | 23,0 | 23,5 | 23,7 | 24,0 | 22,9 | 22,8     | 23,1     | 22,8     | 23,7     | 23,1    |
| Precipitazioni (mm) | 255,6 | 388,1 | 422,1 | 472,6 | 319,3 | 170,5 | 137,6 | 32,0 | 20,0 | 10,7 | 10,5 | 91,8 | 735,5    | 1 214,0  | 340,1    | 41,2     | 2 330,8 |
| Giorni di pioggia   | 16    | 22    | 24    | 24    | 23    | 16    | 13    | 6    | 4    | 3    | 2    | 7    | 45       | 71       | 35       | 9        | 160     |

## Storia
Il sito archeologico cittadino di Chácara Rosane ha dato alla luce i resti di 43 individui risalenti ad almeno 6.000 anni fa, e frammenti di oltre 100.000 oggetti (ceramiche, strumenti in pietra e osso, conchiglie e carbone), relativi a quattro distinte epoche di insediamento, attribuibili al popolo dei Sambaquieiros .

### Inizio della colonizzazione
Originariamente la zona ospitava un villaggio abitato dalla tribù Tupinamba.
I primi europei ad arrivare nella zona sono stati nel 1612 i francesi, guidati da Daniel de La Touche accompagnato da 500 uomini provenienti dalle città francesi di Cancale e Saint-Malo. Obiettivo della spedizione era quello di insediare nella regione una colonia chiamata Francia equinoziale. I francesi costruiscono un nuovo forte chiamandolo Saint-Louis ("São Luís"), in omaggio a Luigi XIII, all'epoca reggente di Francia.
Il tentativo francese di rompere gli equilibri geopolitici stabiliti nel trattato di Tordesillas tra portoghesi e spagnoli ha breve durata. Nel novembre del 1614 i portoghesi sconfiggono i francesi nella battaglia di Guaxenduba, nella Baía di São José. Nel 1615, un esercito portoghese comandato da Alexandre de Moura, caccia i francesi dal Maranhão e Jerônimo de Albuquerque viene distaccato come governatore della città. I coloni, sfruttando la mano d'opera indigena, iniziano la messa a coltura della canna da zucchero e la produzione dei suoi distillati, che in breve diventano la principale attività economica della regione. Nel 1677 diventa la sede della diocesi cattolica di São Luís do Maranhão.
Nel 1641 gli olandesi, per rafforzare la propria industria dello zucchero nella regione inviano nella baia una squadra composta di 18 navi con più di mille soldati, sotto il comando dell'ammiraglio Jan Cornelizoon Lichtardt e del colonnello Koin Handerson. Gli olandesi avevano già invaso gran parte del nord-est del Brasile e conquistato importanti città come Salvador, Recife e Olinda e dopo la conquista di Sao Luis si concentrarono nella conquista delle regioni interne. A seguito dei saccheggi e dell'occupazione si formò un movimento di resistenza tra i coloni portoghesi che dopo tre anni di scontri e la distruzione della città riprendono il controllo della regione. Nel 1645, São Luís torna saldamente in mano alla corona portoghese.

### Espansione economica
Nel XVII secolo inizia lo sviluppo urbano, realizzato dall'architetto Francisco Frias de Mesquita. Con la creazione della Companhia do Comércio do Maranhão, nel 1682, la regione entra a far parte del grande sistema di scambi commerciali gestito dal Portogallo. Le piantagioni di canna da zucchero, di cacao e tabacco vengono orientate all'esportazione, e con i proventi vengono acquistati numerosi schiavi africani. L'alto prezzo stabilito per i prodotti importati e disaccordi circa il modello di produzione culminarono in una rivolta guidata da Manoel Beckman, considerata dagli storici come la prima rivolta della colonia contro il Portogallo. Il movimento è stato però immediatamente represso dalle forze governative.
Nella seconda metà del XVIII secolo, il Maranhão approfitta dell'interruzione delle esportazioni statunitensi di cotone, provocata dalla guerra di indipendenza, per fornire la materia prima all'Inghilterra. Nel 1755, viene fondato la Companhia Geral do Comércio do Grão Pará e il porto di São Luis ospita un enorme movimento di arrivo e di partenza delle merci. Con il divieto di utilizzare schiavi indigeni e con l'aumento della richiesta di manodopera per le piantagioni, cresce il numero di schiavi africani.
Nel 1780, viene costruita Praça do Comércio, che diventa il centro della vita economica e culturale di São Luis. Nel porto arrivano dal vecchio continente tessuti, mobili, libri e prodotti alimentari come l'olio d'oliva e la birra portoghese.

### Decadenza e ripresa
Le esportazioni di cotone, che avevano contribuito a fare di São Luis la terza città più popolosa del paese (dietro solo a Rio de Janeiro e Salvador), iniziano a declinare alla fine del XIX secolo, grazie alla ripresa della produzione degli Stati Uniti e all'abolizione della schiavitù. In sostituzione si afferma gradualmente l'industria tessile che sostiene la crescita e determina l'espansione della città e la nascita di nuovi quartieri in periferia.
Con il declino del settore tessile, la città perde d'importanza, recuperando un ruolo rilevante solo dopo la prima metà del XX secolo, grazie a grandi investimenti, come la costruzione della ferrovia e dei porti di Itaqui e di Ponta da Madeira. Quest'ultimo, è il secondo terminal portuale più profondo del mondo e in grado di gestire le navi con un pescaggio di oltre 20 metri.

## Economia
São Luís, situata su un'isola con chilometri di spiagge incontaminate, vive principalmente di turismo, sia da parte di stranieri che di brasiliani, provenienti dal Sud del paese.
Molto attivo il porto minerario; importanti giacimenti di ferro e bauxite si trovano ad Itaqui, dove domina incontrastata la potente Companhia Vale do Rio Doce.

## Galleria d'immagini

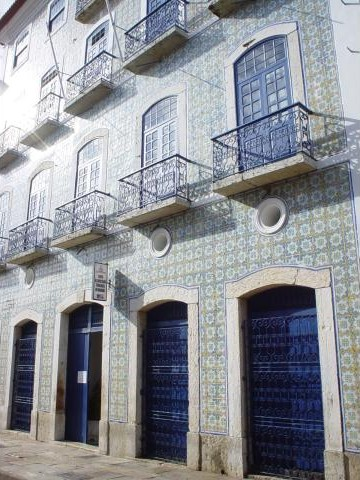
La facciata di un edificio, rivestita con azulejos
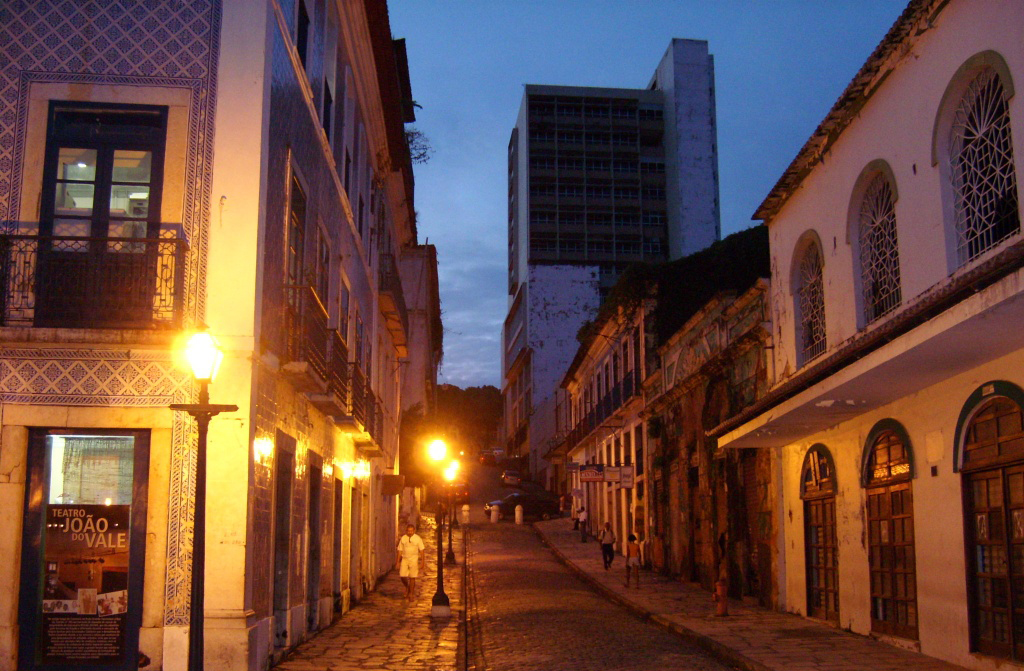
Via della città vecchia

## Cultura
Gli oltre 3 500 edifici storici del XVIII e XIX secolo, rivestiti dalle caratteristiche piastrelle in maiolica (azulejos) hanno valso a São Luís il riconoscimento di Patrimonio dell'umanità da parte dell'UNESCO.
La popolazione, come quella di altre città del Nord-Est brasiliano (soprattutto Bahia), è orgogliosa del forte retaggio africano; la musica più ascoltata e ballata dai giovani è il reggae.

## Infrastrutture e trasporti

### Strade
Da São Luís parte l'autostrada federale BR-135 per Belo Horizonte, nel Minas Gerais.

### Aeroporti
La città è servita dall'aeroporto Internazionale di São Luís, situato a 15 km a sud del centro.